# Юмакулов, Рауф Абдуллаевич
Рауф Абдуллаевич Юмакулов (15 ноября 1945, Баку, Азербайджанская ССР, СССР — 23 августа 2005, Баку, Азербайджан) — советский футболист, защитник и тренер. Мастер спорта СССР (1967). Старший брат футболиста Бориса Юмакулова.

## Биография
Воспитанник бакинского футбола, выступал за спортивный клуб Краснознамённой Каспийской флотилии (1956—1958), «Спартак» Баку (1959—1960, тренер К. П. Кузнецов), сборную школьников Азербайджана (1961—1963).
Вслед за тренером Артёмом Фальяном играл в «Цементе» Новороссийск, «Арарате» Ереван, в 1968 перешёл в ленинградский «Зенит», где за три сезона сыграл в чемпионате 60 игр. После увольнения Фальяна играл за «Нефтчи» Баку, «Динамо» Ленинград, «Янгиер», «Кировец» Ленинград.
В 1980 окончил ГОЛИФК имени Лесгафта. В 1975—1983 работал тренером в СДЮШОР «Смена», в 1984—1988 — в спортинтернате № 62, в 1989—1991 — в женском футбольном клубе «Аврора», в 1995—1996 был тренером-селекционером «Зенита». Тренировал женские команды Финляндии по мини-футболу — 1998—2000 из Куопио, 2001 с Аландских островов.